# Cảnh, Hành Thủy
Cảnh (chữ Hán giản thể: 景县) là một huyện thuộc địa cấp thị Hành Thủy, tỉnh Hà Bắc, Cộng hòa Nhân dân Trung Hoa. Huyện này có diện tích 1183 ki-lô-mét vuông, dân số 490.000 người. Mã số bưu chính là 053500. Huyện lỵ đóng tại trấn Cảnh Châu. Về mặt hành chính, huyện Cảnh được chia thành 10 trấn, 6 hương. Tổng cộng có 848 thôn hành chính.
- Trấn: Cảnh Châu, Long Hoa, Vương Đồng, Quảng Xuyên, Giáng Hà Lưu, Đỗ Kiều, An Lăng, Bắc Lưu Trí, Lưu Trí Điện, Vương Thiên Tự.
- Hương: Lương Tập, Liên Trấn, Lưu Tập, Hậu Lưu Danh Phủ, Ôn Thành, Thanh Lan.